# Gewerkschaftshaus (Hannover)

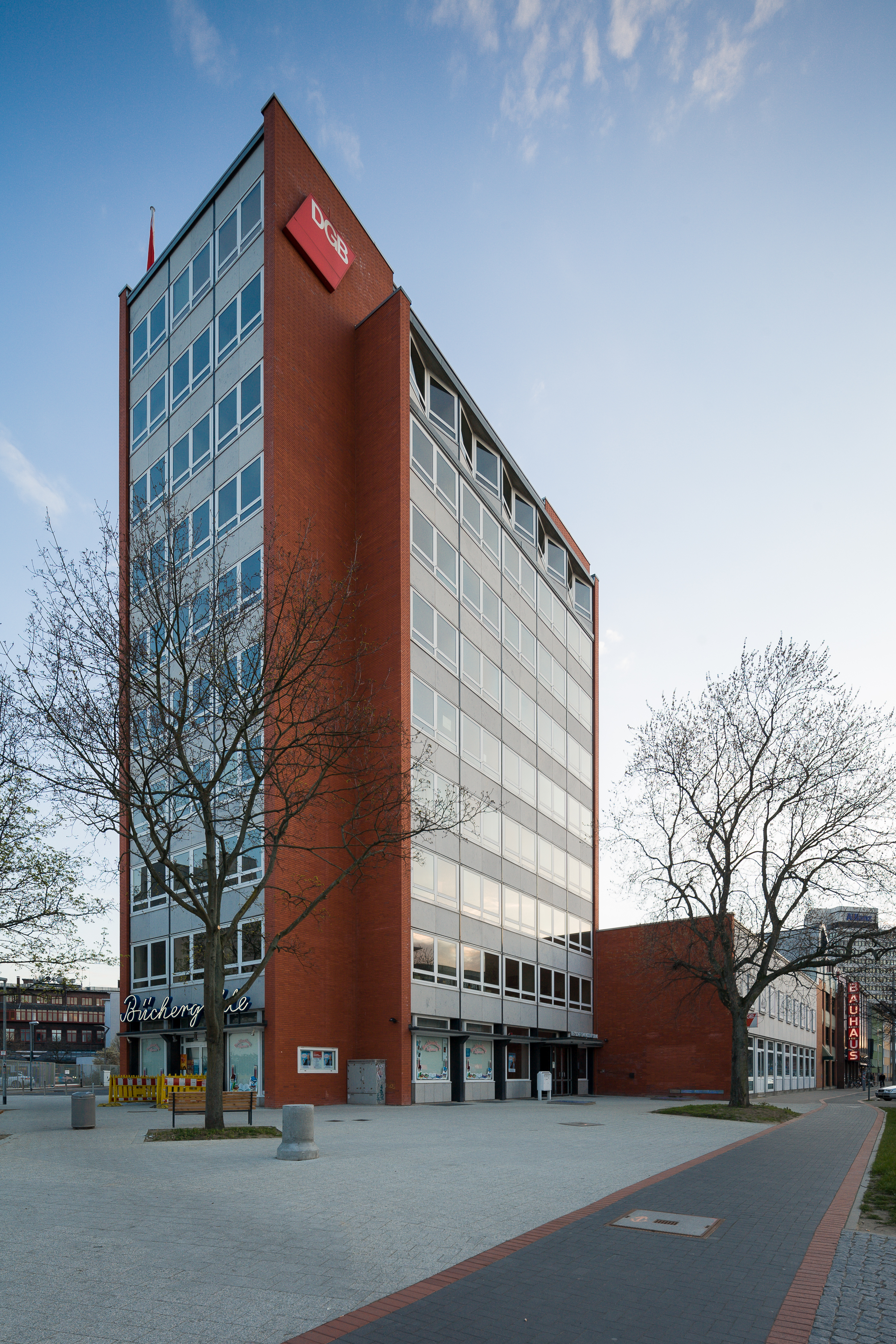
Das Gewerkschaftshaus des DGB Niedersachsen; Blick in südwestliche Richtung

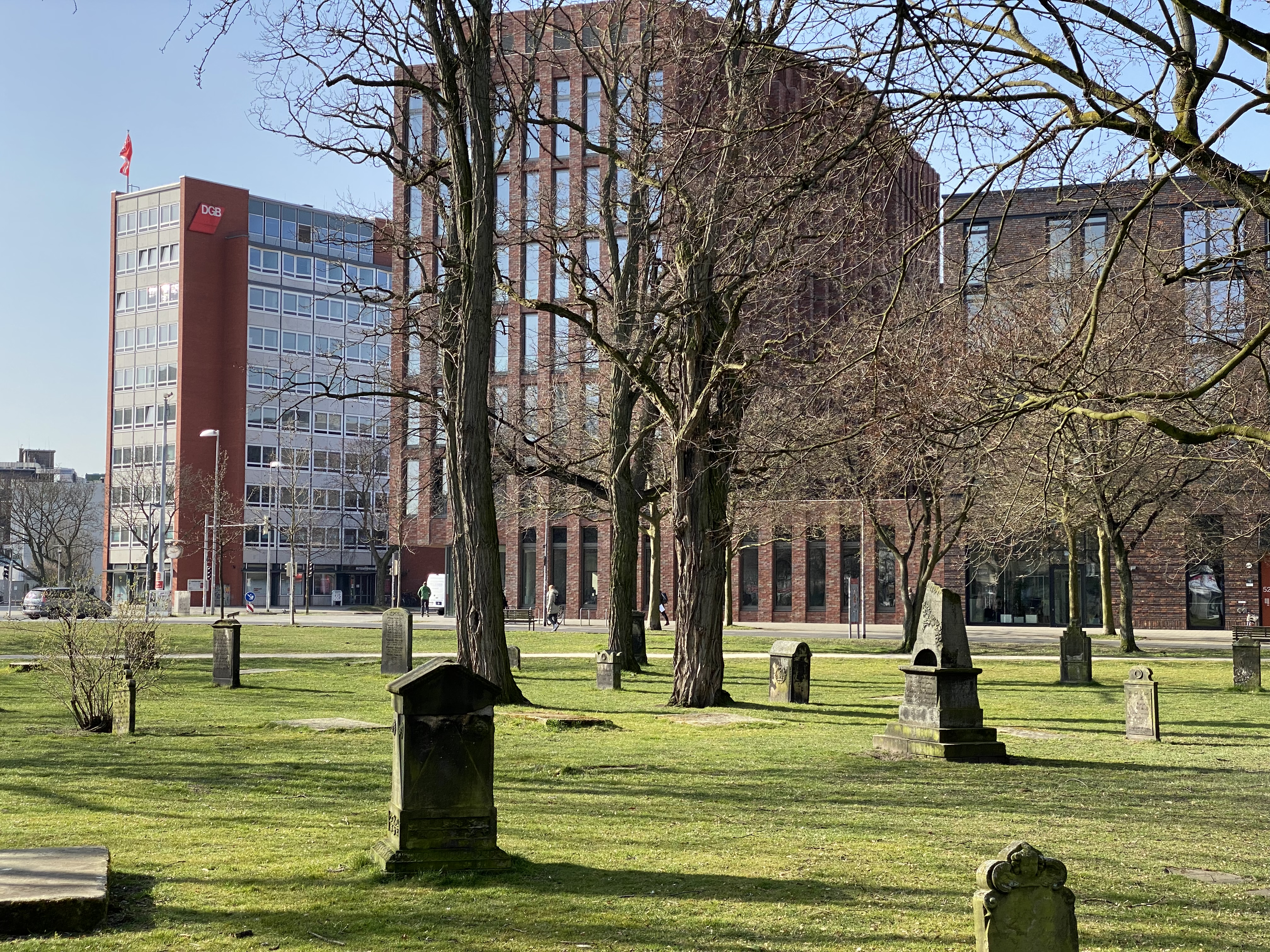
Klagesmarkt, im Hintergrund das Gewerkschaftshaus (2022)

Das Gewerkschaftshaus unter der Adresse Otto-Brenner-Straße 1 in Hannover ist der Sitz des DGB Bezirks Niedersachsen, Bremen und Sachsen-Anhalt, der DGB Region Hannover sowie mehrerer Einzelgewerkschaften des DGB.

## Geschichte
Das Gebäude entstand als Ersatz für das ältere, vor der Goseriede befindliche Gewerkschaftshaus des Allgemeinen Deutschen Gewerkschaftsbundes (ADGB), das am 1. April 1933 als erstes Gewerkschaftshaus in Deutschland von den Nationalsozialisten überfallen und besetzt wurde. Dieser ältere, erhaltene Gebäudekomplex ist heute besser bekannt unter dem Namen Tiedthof.

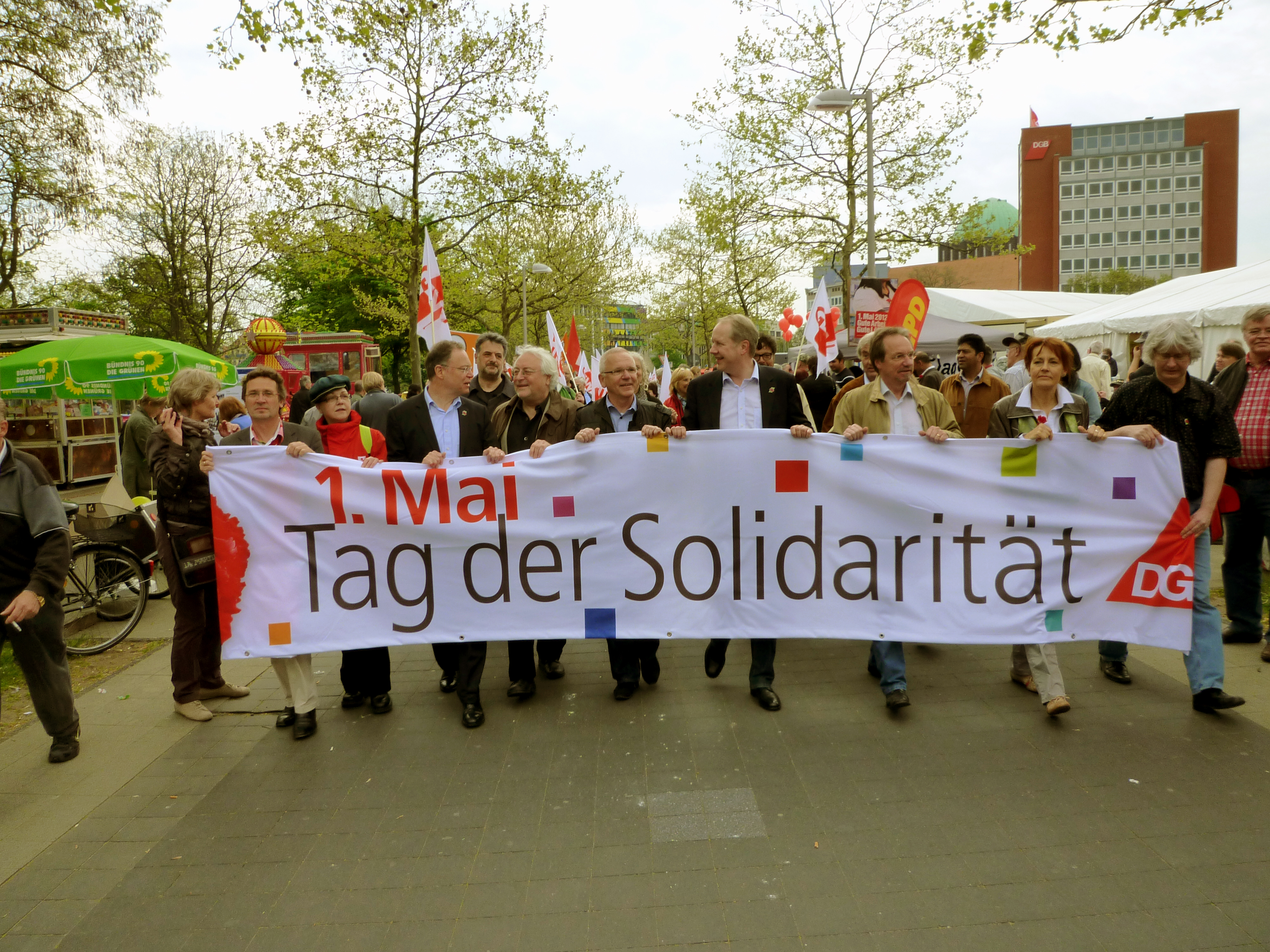
Einzug von Gewerkschaftern und Politikern am 1. Mai 2012, dem „Tag der Solidarität“ auf dem Klagesmarkt; im Hintergrund das Gewerkschaftshaus

Nach dem Ende der Diktatur entstand in den Wiederaufbaujahren 1952/53 als selbstbewusster Fingerzeig das neue, neungeschossige Bürohochhaus mit zweigeschossigen Saalanbau nach Plänen des Architekten Friedrich Lindau. Städtebaulich bildete das Hochhaus am Ende des Klagesmarktes das Pendant zur Christuskirche und markierte den gleichzeitig entstandenen Verkehrskreisel am Alten St.-Nikolai-Friedhof.
Der Standort für den Neubau kam nicht von ungefähr: Vor dem Bau des neuen DGB-Gewerkschaftshauses war der gegenüberliegende Klagesmarkt während der Weimarer Republik Versammlungsort für Massendemonstrationen der Arbeitnehmer. Im Dritten Reich diente der Platz dann als Aufmarschplatz für das NS-System und schließlich als Standort für einen Tiefbunker (einen der ersten in Deutschland) gegen die Luftangriffe auf Hannover. Genau hier, zu Füßen des neuen Gewerkschaftshauses, wurden nach dem Zweiten Weltkrieg wieder Versammlungen abgehalten, regelmäßig am 1. Mai, nun aber insbesondere organisiert durch die Vertreter der Arbeitnehmer.
1972 änderte sich auch die Adresse des Bürohochhauses: Hieß die Straße zuvor noch Josephstraße, wurde sie nun umbenannt in den heutigen Namen zu Ehren des Ersten Gewerkschaftsvorsitzenden der Industriegewerkschaft Metall, Otto Brenner.
1990 wurde das Gewerkschaftshaus des DGB unter Denkmalschutz gestellt.

## Aquarell
Im Jahr 1952 entstand ein Aquarell eines unbenannten Künstlers vom Aufbau des Gewerkschaftshauses und seiner Umgebung; das Bild wurde in schwarz-weiß auf dem Umschlag von Klaus Mertschings 1983 erschienenen Schrift Besetzung des Gewerkschaftshauses am 1. April 1933 … wiedergegeben.

## Proteste gegen den Umbau des Klagesmarktes und Kundgebungen zum 1. Mai

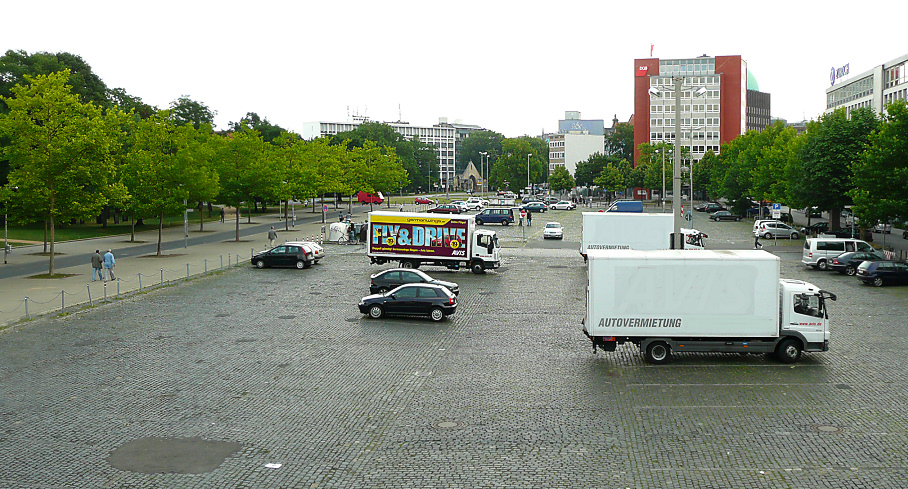
Der Klagesmarkt in Richtung Innenstadt mit dem rotweißen Gewerkschaftshaus des Deutschen Gewerkschaftsbundes Niedersachsen und der Nikolaikapelle (Bildmitte hinten), 2009

Die Umbauplanungen der Stadt Hannover im Zuge von Hannover City 2020 + sahen eine Bebauung des Klagesmarktes vor dem DGB-Gewerkschaftshaus vor. Der Stadtrat hatte den Verkauf und die Bebauung beschlossen. Trotz verfeinerter Entwürfe, die Stadtbaurat Uwe Bodemann im März 2012 vorgestellt hatte, hat sich dagegen ein Aktionsbündnis Neuer Klagesmarkt gebildet. Dennoch wurden in den Jahren 2011 bis 2013 auf dem Klagesmarkt neue Wohn- und Bürohäuser errichtet.
Die Kundgebungen des Deutschen Gewerkschaftsbundes zum 1. Mai fanden danach für zwei Jahre auf dem Trammplatz vor dem Neuen Rathaus statt. Seither finden sie in der Goseriede vor dem alten Gewerkschaftshaus, dem Tiedthof, statt.